# Bad Reputation (album de The Ritchie Family)
Pour les articles homonymes, voir Bad Reputation.
Albums de The Ritchie Family
American Generation Give Me A Break
Bad Reputation est le sixième album du groupe The Ritchie Family.

## Autour de l'album
Publié au cours de l'été 1979, l'album est celui de tous les changements.
Jacques Morali et Henri Belolo signent le groupe chez Casablanca Records quittant dès lors T.K Records qui publiait les disques du groupe depuis le début afin de regrouper leur production sur un seul et unique label.
Au niveau du son, les cuivres et la construction musicale élaborée laissent placent à une batterie simpliste dont les violons (propres à la musique disco)rythment les coups. Les pulsations par minute augmentent radicalement et facilitent l'utilisation de ces chansons sur les pistes de l'époque. Les supports présentés au public vont dès lors ce multiplier et cet album sera celui qui aura le plus grand nombre de Single et de Maxi single jamais édités par le groupe (quatre au total sur les cinq chansons que présente le nouvel album).
Ednah Holt laisse sa place à Vera Brown, qui est officiellement créditée "lead singer" sur le vinyle.
Put Your Feet to the Beat la chanson d'ouverture et vraisemblablement la plus formatée pour les discothèques fait donc office de premier single au cours de l'été. Malgré un clip, une promotion télé et une couverture discographique étendue (la chanson sera rémixée pour être plus exploitée et pas moins de 4 versions différentes seront commercialisées sous différentes formes), la chanson n'atteindra aucun des charts américains et européens.
L'image du groupe change radicalement, elle devient plus agressive, les chanteuses sont habillées de cuir et de chaînes et entonnent des refrains qui se veulent sexys et plus provocants. Cependant, malgré un manque d'intérêt évident dans son propre pays, le groupe connaîtra une popularité constante en Europe et se produira notamment en Australie et au Japon et partira en concert avec les Village People.

## Bad Reputation

### Face A
- Put your feet to the beat (9.05)
- Bad reputation (7.22)

### Face B
- It's a man's world (6.00)
- Where are the men (5.58)
- Sexy man (5.10)

Les deux premières chansons de la face B sont mixées entre elles.

## Singles et maxi-singles
- Put your feet to the beat (disco version - 6.58)/ Bad reputation (disco version - 6.01) Mercury - U.K
- Put your feet to the beat (3.35)/Bad reputation (3.40) Able Records - Canada
- Put your feet to the beat (6.58)/It's a man's world (5.43) AZ - France
- Put your feet to the beat (6.58)/Sexy man (5.10) Metronome Allemagne
- Put your feet to the beat (3.35)/It's a man's world (3.31) Casablanca Records - USA

- Bad Reputation (6.01) maxi vinyl promotionnel - Casablanca Records - USA
- Bad reputation (3.40)/It's a man's world (3.31) RCA Espagne

- Where are the men (2.55)/Bad reputation (3.40) Metronome - Allemagne/Can't stop - France/Ariola Benelux - Pays-Bas
- Where are the men (6.01)/Bad reputation (7.22) Metronome - Allemagne (version limitée)

- It's a man's world (3.31)/Where are the men (2.55) Arrival Records - Suède
- It's a man's world (3.31)/Bad reputation (3.40) Mercury - UK

C'est la seconde fois depuis African Queens que l'ensemble de l'album sera édité en single de par le monde.